# Amira Hass

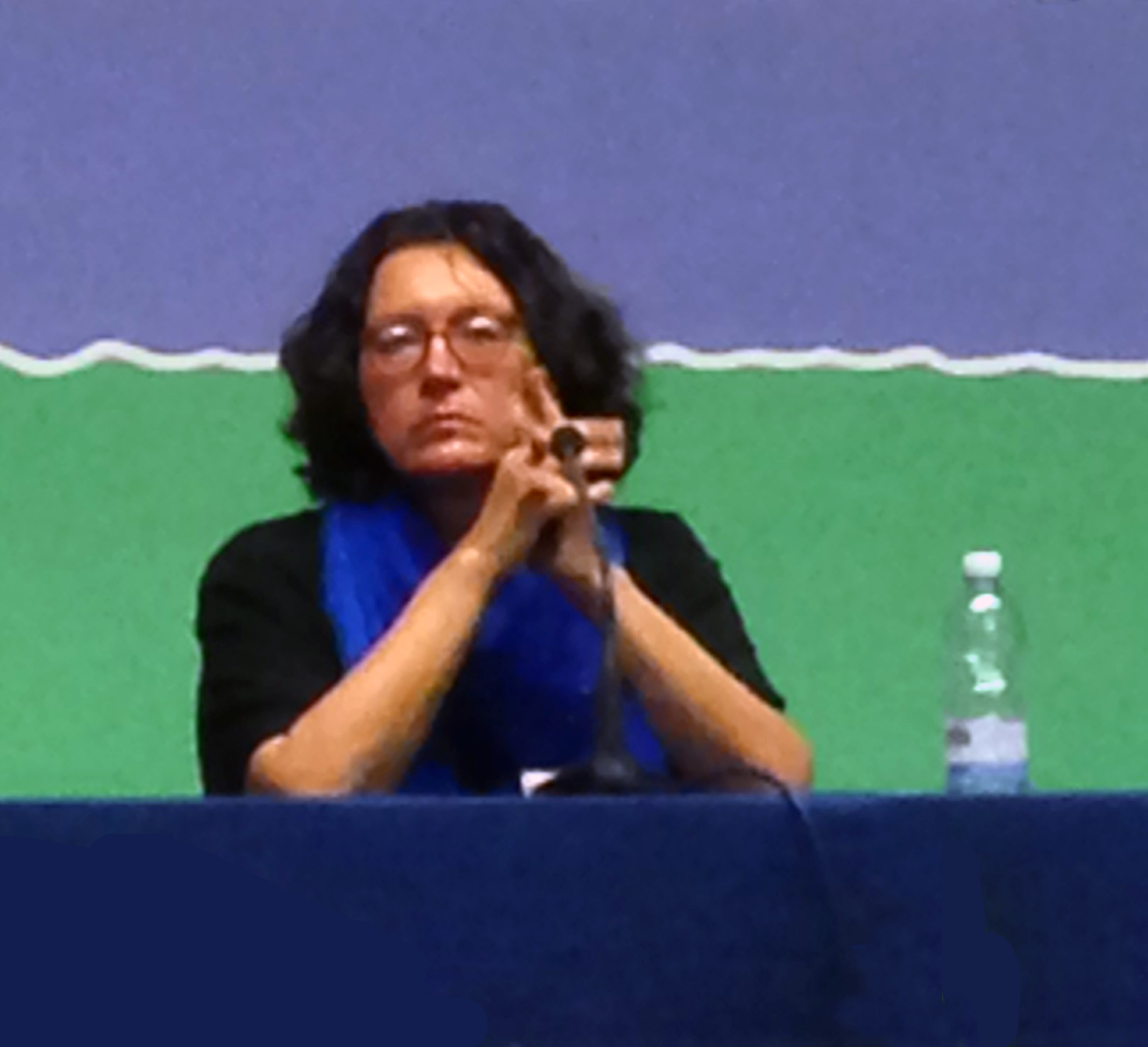
Amira Hass im Jahr 2014

Amira Hass (hebräisch עמירה הס;  * 28. Juni 1956 in Jerusalem) ist eine israelische Journalistin der Tageszeitung Haaretz und Buchautorin.

## Biografie
Amira Hass ist das einzige Kind von Hanna Lévy-Hass (1913–2001), geboren in Sarajevo und von Abraham Hass (1923–1997), geboren in Suceava, Rumänien. Die Eltern waren Holocaust-Überlebende. Ihre Mutter wurde als Titopartisanin in Jugoslawien von den deutschen Besatzern nach Bergen-Belsen deportiert, wo sie ein Tagebuch schrieb. Ihr Vater überlebte die Deportation nach Transnistrien. Vater und Mutter emigrierten 1949 nach Israel, wo Abraham Hass ein führendes Mitglied der Kommunistischen Partei wurde.
Amira Hass studierte Geschichte an der Universität Jerusalem, mit Schwerpunkt auf dem Nationalsozialismus, und arbeitet seit 1989 als Korrespondentin der israelischen Tageszeitung Haaretz. Sie berichtete zunächst über die Rumänische Revolution 1989 und schreibt seit 1991, als die Erste Intifada zu Ende ging, über die palästinensischen Autonomiegebiete.
Hass ist die erste israelische Journalistin, die in den palästinensischen Autonomiegebieten lebt. 1993 zog sie nach Gaza und 1997 nach Ramallah.
Seit 2001 schreibt sie wöchentlich Kolumnen für die italienische Wochenzeitung Internazionale. Die Kolumnen der Jahre 2001 bis 2005 wurden aus dem Englischen ins Deutsche übersetzt und mit vertiefenden Einführungen im Jahr 2006 als Buch veröffentlicht. Im Rückblick fasst Hass die Ereignisse seit der ersten Intifada 1987 mit kritischem Blick sowohl auf die Politik des Staates Israel als auch auf die palästinensische Führung so zusammen:
„De Facto dehnte der Staat Israel seine Souveränität vom Meer bis zum Fluss [vom Mittelmeer bis zum Jordan] aus […] Die palästinensische Führung, die die Wirkung der israelischen Politik unterschätzt hatte und von den persönlichen Vorteilen geblendet war, die die Oslo-Jahre für sie bedeuteten, versäumte es gegen die Schaffung des „Einen Staates“ und die de facto demographische Trennung mit einer geplanten Strategie des zivilen Ungehorsams anzukämpfen.“
Israels Politik bezeichnete sie als „Apartheidpolitik“, da es hauptsächlich Juden seien, die Privilegien genießen würden.
Im Juni 2001 wurde Hass schuldig gesprochen, ungerechtfertigterweise die jüdische Siedlergemeinschaft in Hebron diffamiert zu haben. Sie behauptete in einem Zeitungsartikel, diese hätten die Leiche eines Palästinensers geschändet, was sich nachweislich als falsch herausstellte. Die Geldstrafe belief sich auf 250.000 Schekel, zusätzlich dazu musste sie die Verfahrenskosten in Höhe von 18.000 Schekeln zahlen.
Von der israelischen Grenzkontrolle wurde Hass im Dezember 2008 vorläufig festgenommen, weil sie sich in unerlaubtem Gebiet ohne Zulassung aufhielt. Zuvor war sie nach Todesdrohungen, die sie von Hamas-Funktionären erhalten hatte, aus dem Gazastreifen geflüchtet.
Erneut wurde sie am 12. Mai 2009 vorläufig festgenommen. Unter der Auflage, den Gazastreifen nicht innerhalb der nächsten 30 Tage zu betreten, wurde sie von der Polizei wieder freigelassen. Die israelischen Verteidigungsstreitkräfte verhängten eine Sperre in dem Gebiet, nachdem der Soldat Gilad Shalit 2006 von Palästinensern entführt worden war.
Im April 2013 schrieb Hass einen Artikel in Haaretz, in dem sie das Steinewerfen jugendlicher Palästinenser auf Israelis, in Anspielung auf die Organisation Birthright (dt. Geburtsrecht), als das „Geburtsrecht und Pflicht eines jeden unter fremder Herrschaft“ und „Metapher für den Widerstand“ verteidigte. Daraufhin entbrannte eine Debatte, bei der die Mutter eines Kindes, welches sich in Folge eines Steinwurfs in einem kritischen, lebensgefährlichen Zustand befindet, ihr riet, sie solle sich ihr Kind auf der Intensivstation anschauen. Der Yesha-Rat und Attorney General Jehuda Weinstein und die Polizei beschuldigten Hass des Anstachelns zu Gewalt und legten dar, wie sehr Steinewerfen für schwere Verletzungen und Tote verantwortlich war.
Im September 2014 wollte Hass auf Einladung der Rosa-Luxemburg-Stiftung an einer von dieser mit der Universität Bir Zait im Westjordanland veranstalteten internationalen Konferenz „Alternatives to Neo-Liberal Development in the Occupied Palestinian Territories – Critical Perspectives“ teilnehmen. Sie musste jedoch das Campusgelände wieder verlassen, da sie sich als israelische Jüdin aufgrund einer entsprechenden Rechtsnorm der Hochschule nicht dort aufhalten darf.
Auch im Krieg in Israel und Gaza seit Oktober 2023 hält sie weiterhin den Kontakt zu ihren zahlreichen Gesprächspartnern in Gaza aufrecht. Ein Vertrauter, dessen Berichte sie bearbeitet und veröffentlicht, ist der dort lebende Nahosthistoriker Bassam Nasser, dessen Appell im Namen der Psychiater und Psychologen Gazas sie am 4. Dezember 2023 in Haaretz veröffentlichte. 

## Auszeichnungen
- World Press Freedom Hero 2000[15]
- Guillermo Cano World Press Freedom Prize
- Prinz Claus Preis 2002
- Bruno Kreisky Preis für Verdienste um die Menschenrechte 2002
- Blätter-Demokratiepreis 2003
- Anna-Lindh-Preis 2004[16]
- Journalistin des Jahres 2009 von Reporter ohne Grenzen[17]
- Lifetime Achievement Award 2009 der International Women’s Media Foundation[18]
- Information Hero von Reporter ohne Grenzen 2014[19]

## Schriften
- Einleitung. Anmerkungen über meine Mutter, in: Hanna Lévy-Hass, Tagebuch aus Bergen-Belsen 1944–1945, München: Beck 2009, S. 9–32.
- Nachwort: Über meine Eltern, in: Hanna Lévy-Hass, Tagebuch aus Bergen-Belsen 1944–1945, München: Beck 2009, S. 113–139.
- Morgen wird alles schlimmer. Berichte aus Palästina und Israel. München: Beck 2006, ISBN 978-3-406-54968-7.
- Bericht aus Ramallah. Eine israelische Journalistin im Palästinensergebiet. München: Beck 2004, ISBN 3-7205-2483-3.
- Gaza. Tage und Nächte in einem besetzten Land (Drinking the Sea at Gaza: Days and Nights in a Land Under Siege), Beck, München 2003, ISBN 3-406-50203-2.
- Israel und Palästina: Die Utopie einer normalen Zukunft. Ein Geschenk und seine Tücken. In: Irit Neidhardt (Hrsg.): Mit dem Konflikt leben!? Berichte und Analysen von Linken aus Israel und Palästina. Unrast, Münster 2003, ISBN 3-89771-010-2.